# Chamesey
Chamesey é uma comuna francesa na região administrativa de Borgonha-Franco-Condado, no departamento de Doubs. Estende-se por uma área de 6,42 km². Em 2010 a comuna tinha 143 habitantes (densidade: 22,3 hab./km²).